# National Hockey League 1949/1950
National Hockey League 1949/1950 var den 33:e säsongen av NHL. 6 lag spelade 70 matcher i grundserien innan Stanley Cup inleddes den 28 mars 1950. Stanley Cup vanns av Detroit Red Wings som tog sin 4:e titel, efter finalseger mot New York Rangers med 4-3 i matcher.

## Grundserien
| Nr | Lag                 | S  | V  | O  | F  | GM  | IM  | MS  | P  |
| -- | ------------------- | -- | -- | -- | -- | --- | --- | --- | -- |
| 1  | Detroit Red Wings   | 70 | 37 | 14 | 19 | 229 | 164 | +65 | 88 |
| 2  | Montreal Canadiens  | 70 | 29 | 19 | 22 | 172 | 150 | +22 | 77 |
| 3  | Toronto Maple Leafs | 70 | 31 | 12 | 27 | 176 | 173 | +3  | 74 |
| 4  | New York Rangers    | 70 | 28 | 11 | 31 | 170 | 189 | −19 | 67 |
| 5  | Boston Bruins       | 70 | 22 | 16 | 32 | 198 | 228 | −30 | 60 |
| 6  | Chicago Black Hawks | 70 | 22 | 10 | 38 | 203 | 244 | −41 | 54 |

## Poängligan 1949/1950
Not: SM = Spelade matcher, M = Mål, A = Assists, Pts = Poäng
| Spelare         | Lag                | SM | M  | A  | Pts |
| --------------- | ------------------ | -- | -- | -- | --- |
| Ted Lindsay     | Detroit Red Wings  | 69 | 23 | 55 | 78  |
| Sid Abel        | Detroit Red Wings  | 69 | 34 | 35 | 69  |
| Gordie Howe     | Detroit Red Wings  | 70 | 35 | 33 | 68  |
| Maurice Richard | Montreal Canadiens | 70 | 43 | 22 | 65  |
| Paul Ronty      | Boston Bruins      | 70 | 23 | 36 | 59  |

## Slutspelet 1950
4 lag gjorde upp om Stanley Cup-pokalen, matchserierna avgjordes i bäst av sju matcher.
Semifinaler
Detroit Red Wings vs. Toronto Maple Leafs
| Datum   | Hemma               | Mål | Borta               | Mål | Not      |
| ------- | ------------------- | --- | ------------------- | --- | -------- |
| 28 mars | Detroit Red Wings   | 0   | Toronto Maple Leafs | 5   |          |
| 30 mars | Detroit Red Wings   | 3   | Toronto Maple Leafs | 1   |          |
| 1 april | Toronto Maple Leafs | 2   | Detroit Red Wings   | 0   |          |
| 4 april | Toronto Maple Leafs | 1   | Detroit Red Wings   | 2   | SD 20.38 |
| 6 april | Detroit Red Wings   | 0   | Toronto Maple Leafs | 2   |          |
| 8 april | Toronto Maple Leafs | 0   | Detroit Red Wings   | 4   |          |
| 9 april | Detroit Red Wings   | 1   | Toronto Maple Leafs | 0   | SD 8.34  |

Detroit Red Wings vann semifinalserien med 4-3 i matcher
Montreal Canadiens vs. New York Rangers
| Datum   | Hemma              | Mål | Borta              | Mål | Not      |
| ------- | ------------------ | --- | ------------------ | --- | -------- |
| 29 mars | New York Rangers   | 3   | Montreal Canadiens | 1   |          |
| 1 april | Montreal Canadiens | 2   | New York Rangers   | 3   |          |
| 2 april | New York Rangers   | 4   | Montreal Canadiens | 1   |          |
| 4 april | Montreal Canadiens | 3   | New York Rangers   | 2   | SD 15.19 |
| 6 april | Montreal Canadiens | 0   | New York Rangers   | 3   |          |

New York Rangers vann semifinalserien med 4-1 i matcher

## Stanley Cup-final
Detroit Red Wings vs. New York Rangers
| Datum    | Hemma             | Mål | Borta             | Mål | Spelplats                   | Not      |
| -------- | ----------------- | --- | ----------------- | --- | --------------------------- | -------- |
| 11 april | Detroit Red Wings | 4   | New York Rangers  | 1   | Detroit Olympia, Detroit    |          |
| 13 april | New York Rangers  | 3   | Detroit Red Wings | 1   | Maple Leaf Gardens, Toronto |          |
| 15 april | New York Rangers  | 0   | Detroit Red Wings | 4   | Maple Leaf Gardens, Toronto |          |
| 18 april | Detroit Red Wings | 3   | New York Rangers  | 4   | Detroit Olympia, Detroit    | SD 8.34  |
| 20 april | Detroit Red Wings | 1   | New York Rangers  | 2   | Detroit Olympia, Detroit    | SD 1.38  |
| 22 april | Detroit Red Wings | 5   | New York Rangers  | 4   | Detroit Olympia, Detroit    |          |
| 23 april | Detroit Red Wings | 4   | New York Rangers  | 3   | Detroit Olympia, Detroit    | SD 28.31 |

Detroit Red Wings vann finalserien med 4-3 i matcher
Fotnot: Finalmatch 2 och 3 spelades i Toronto eftersom Madison Square Garden i New York var upptagen med cirkus.

## NHL awards
| 1949–50 NHL awards         | 1949–50 NHL awards               |
| -------------------------- | -------------------------------- |
| O'Brien Trophy:            | New York Rangers                 |
| Prince of Wales Trophy:    | Detroit Red Wings                |
| Art Ross Memorial Trophy:  | Ted Lindsay, Detroit Red Wings   |
| Calder Memorial Trophy:    | Jack Gelineau, Boston Bruins     |
| Hart Memorial Trophy:      | Charlie Rayner, New York Rangers |
| Lady Byng Memorial Trophy: | Edgar Laprade, New York Rangers  |
| Vezina Trophy:             | Bill Durnan, Montreal Canadiens  |

## All-Star
| Första                              | Position | Andra                            |
| ----------------------------------- | -------- | -------------------------------- |
| Bill Durnan, Montreal Canadiens     | M        | Chuck Rayner, New York Rangers   |
| Gus Mortson, Toronto Maple Leafs    | B        | Leo Reise, Detroit Red Wings     |
| Ken Reardon, Montreal Canadiens     | B        | Red Kelly, Detroit Red Wings     |
| Sid Abel, Detroit Red Wings         | C        | Ted Kennedy, Toronto Maple Leafs |
| Maurice Richard, Montreal Canadiens | HF       | Gordie Howe, Detroit Red Wings   |
| Ted Lindsay, Detroit Red Wings      | VF       | Tony Leswick, New York Rangers   |